# Daley Blind
Daley Blind (Amsterdam, 9 maart 1990) is een Nederlands voetballer die sinds juli 2023 onder contract staat bij Girona en speelt als international voor het Nederlands elftal. Hij speelt bij voorkeur als verdedigende middenvelder maar kan ook als linksback of centraal verdediger uit de voeten. Hij is de zoon van trainer en voormalig voetballer Danny Blind.
Blind doorliep de jeugdopleiding van Ajax en maakte in december 2008 zijn debuut in Ajax 1. Na een verhuurperiode bij FC Groningen in het seizoen 2009/10 groeide hij onder trainer Frank de Boer uit tot een vaste waarde in het elftal dat vier landstitels op rij wist te pakken (2011 t/m 2014). Zijn laatste seizoen bij Ajax (2013/14) leverde hem de prijs voor Nederlands voetballer van het jaar op. In september 2014 werd hij voor 17,5 miljoen euro overgenomen door Manchester United. Op 17 juli 2018 maakte Manchester United bekend dat Blind de overstap terug naar Ajax maakte voor een bedrag van 16 miljoen euro dat door eventuele bonussen kan oplopen tot 20,5 miljoen euro. Blind tekende een contract tot 2022.
In januari 2023 tekende Blind transfervrij een halfjarig contract bij Bayern München om die zomer transfervrij de overstap te maken naar het Spaanse Girona.
Blind debuteerde in februari 2013 in het Nederlands elftal. Hij was actief op het WK 2014 in Brazilië, waar Nederland de derde plaats haalde, en het EK 2020, dat vanwege de coronapandemie in 2021 werd gespeeld. Blind kwam ook uit op het WK 2022 in Qatar.

## Clubcarrière

### Ajax
Blind speelde vanaf juni 1998 in de jeugdopleiding van Ajax. Als B-junior speelde de net zeventienjarige toenmalige verdediger in 2007 mee met de A-jeugd, waar hij uitgroeide tot een vaste waarde. Blind tekende op 29 maart 2007 een contract tot 1 juli 2010 bij de Amsterdammers.
In de zomer van 2008 werd Blind verkozen tot het grootste talent uit de jeugdopleiding van Ajax. Tevens maakte hij de overstap van de A1 naar Jong Ajax, waar hij meteen werd verkozen tot aanvoerder en veelal op het middenveld werd geposteerd. Blind trainde gedurende het seizoen 2008/09 ook diverse malen mee met het eerste elftal onder leiding van hoofdtrainer Marco van Basten. Hij maakte op 7 december 2008 zijn debuut op het hoogste niveau, door in een uitwedstrijd tegen FC Volendam in te vallen voor Eyong Enoh. Deze wedstrijd was tevens de eerste keer dat hij bij de selectie was geselecteerd. Blind was sinds de invoering van het betaald voetbal in 1954 de eerste zoon van een voormalige Ajax-speler die in het eerste van Ajax debuteerde. Youri Mulder, Jordi Cruijff, Danny Muller, Robbin Kieft en Danilo Sousa Campos kwamen ook dichtbij, maar haalden nooit het eerste elftal. Blind kwam dat seizoen tot vijf competitieoptredens. Onder trainer Martin Jol werd er in het seizoen 2009/10 geen beroep meer gedaan op hem. Om zijn ontwikkeling te stimuleren, besloot Ajax hem de tweede helft van het seizoen aan FC Groningen te verhuren. Ondertussen kon Blind rekenen op interesse van RSC Anderlecht.

### Verhuur aan FC Groningen
De tijdelijke overgang van Blind naar FC Groningen hing samen met de inmengingen van Pieter Huistra, de opvolger van Groningen-trainer Ron Jans. Huistra deed een positieve aanbeveling over Blind, die hij onder zijn hoede had als trainer van Jong Ajax. Bovendien zat FC Groningen op dat moment dun in de verdedigers door blessures bij Ondrej Svejdik en Sepp de Roover.
Het officieuze debuut van Blind bij FC Groningen was op een trainingskamp in Portugal, waar de club vriendschappelijk tegen Ajax speelde. Het oefenduel eindigde in 1-1. Zijn officiële debuut maakte hij in de Derby van het Noorden tegen sc Heerenveen op 20 januari.

### Terugkeer naar Ajax

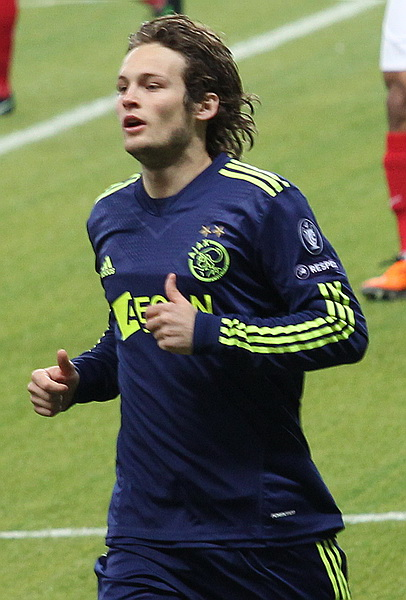
Blind spelend voor Ajax in 2011

Na zijn verhuur aan FC Groningen keerde Blind terug naar Ajax. Diverse clubs wilden Blind graag op huurbasis van Ajax overnemen, waaronder FC Groningen. Ajax stemde hier niet mee in en Blind bleef, in ieder geval tot aan de winterstop, bij Ajax. Martin Jol vond dat hij hem niet nodig had in zijn selectie en posteerde Vurnon Anita of Urby Emanuelson op de linksbackpositie. Toen Jol eind 2010 opstapte en Frank de Boer de nieuwe hoofdtrainer werd, kwam er een nieuwe kans voor Blind. De Boer maakte bekend Anita niet als linksback te zien, waardoor Blind dus tweede keus zou worden. In de wintertransferperiode vertrok Emanuelson naar AC Milan. Blind werd hierdoor zijn vervanger. Zijn basis debuut volgde op 19 januari 2011 thuis tegen Feyenoord. Samen met Nicolai Boilesen maakte hij de rest van het seizoen af op de linksbackpositie. Hij maakte zijn debuut in de UEFA Europa League en stond in de finale van de KNVB Beker, die met 2-3 werd verloren van FC Twente. Ook speelde hij in de kampioenswedstrijd tegen FC Twente, die met 3-1 werd gewonnen, waardoor Ajax voor het eerst in zeven jaar landskampioen werd.
In seizoen 2011/12 presteerde Blind wisselvallig door problemen met zijn vorm. Door blessures bij zijn concurrent Nicolai Boilesen behield hij toch zijn plaats in het elftal. Op 22 november 2011 maakte hij tegen Olympique Lyon zijn debuut in de Champions League.
In seizoen 2012/13 vond Blind de weg omhoog. Op 10 februari 2013 maakte hij zijn eerste goal in zijn profcarrière namens AFC Ajax in een duel met Roda JC (1-1). In de halve finale van de KNVB Beker (februari 2013) tegen AZ (0-3) kreeg Blind rust. Hij miste daarvoor geen competitiewedstrijd in het seizoen 2012/13. Nadat Blind zijn eerste goal voor Ajax had gemaakt, volgde zijn tweede in een uitwedstrijd op 17 maart 2013 bij AZ (2-3 winst). Hij maakte in de 22e minuut de 0-2. Op 22 april 2013 werd bekendgemaakt dat Blind zijn aflopende contract met drie seizoenen ging verlengen. Hierdoor was hij tot 1 juli 2016 verbonden aan Ajax. Tijdens de huldiging van het 32e landskampioenschap op 5 mei 2013 werd Blind verkozen tot Ajacied van het jaar. Bij Ajax speelde hij samen met Siem de Jong de meeste competitiewedstrijden in het seizoen 2012/13. Beiden kwamen in alle 34 wedstrijden in de Eredivisie in actie.
Op 17 augustus 2013 speelde Blind zijn 100ste officiële wedstrijd voor Ajax, thuis tegen Feyenoord (2-1 winst). In de uitwedstrijd tegen FC Twente op 19 oktober 2013 besloot coach De Boer om Blind, die daarvoor altijd verdediger was geweest, op te stellen als (controlerende) middenvelder. De rest van het seizoen zou hij middenvelder blijven. Op 5 mei 2014 werd bekendgemaakt dat Blind de Gouden Schoen gewonnen had, die eerder ook tweemaal was gewonnen door zijn vader Danny. Aan het einde van het seizoen wordt Blind voor de vierde keer op rij kampioen met Ajax.
Op 30 augustus, twee dagen voor het aflopen van de zomerse transfertermijn, maakte Ajax bekend dat ze een akkoord had bereikt met Manchester United, waar oud-bondscoach Louis van Gaal aan het roer stond. Blind werd hierop buiten de wedstrijdselectie gelaten voor een uitwedstrijd tegen FC Groningen, zodat hij kon onderhandelen met de club. Met de overgang was ruim 17,5 miljoen euro gemoeid.

### Manchester United

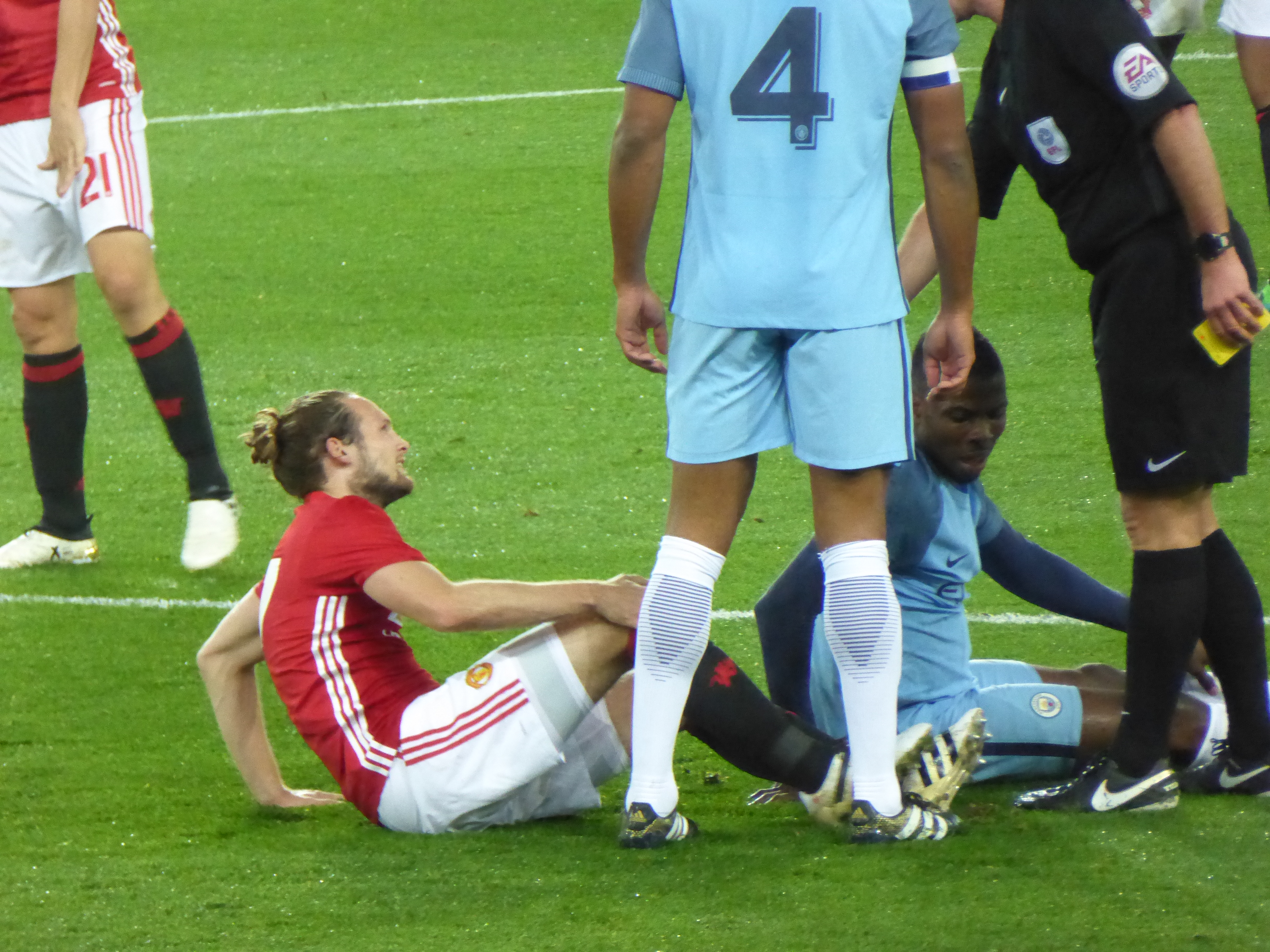
Blind (zittend links) namens Manchester United tegen Manchester City in 2016

Op 1 september 2014 tekende Blind bij Manchester United een contract voor vier jaar met de optie voor nog een seizoen. Op 14 september 2014 maakte Blind zijn debuut voor Manchester United op Old Trafford in de Premier League-thuiswedstrijd tegen Queens Park Rangers, die met 4-0 werd gewonnen. Blind speelde de hele wedstrijd als controlerende middenvelder. Op 20 oktober 2014 scoorde Blind zijn eerste officiële goal voor Manchester United waarmee hij een punt wist te redden in de uitwedstrijd tegen West Bromwich Albion FC. Blind was in zijn eerste seizoen bij United een van vaste waarden op het middenveld. Hij kwam in zijn eerste seizoen tot 29 officiële wedstrijden. Hij eindigde met United op de vierde plaats waarmee het zich kwalificeerde voor de voorronde van de Champions League.

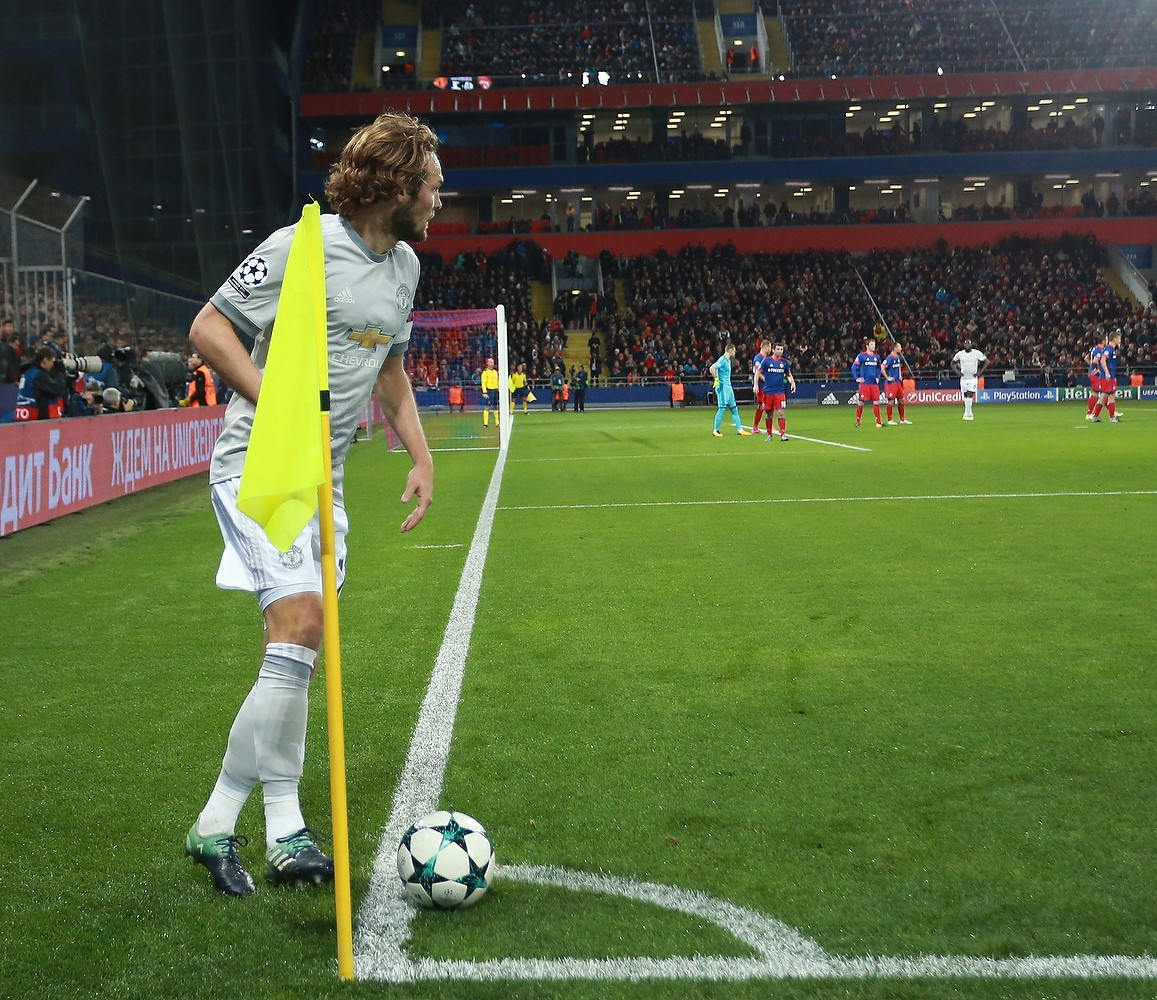
Blind namens Manchester United in de UEFA Champions League in 2017

In het daaropvolgende seizoen kwamen er met de komst van Bastian Schweinsteiger en Morgan Schneiderlin twee concurrenten bij voor Blind op het middenveld. Hij moest zich hierdoor meer gaan richten op de positie van centrale verdediger. Op 14 augustus 2015 werd hij na afloop van de uitwedstrijd tegen Aston Villa tijdens de tweede speelronde van de competitie als centrale verdediger verkozen tot man of the match. Na de wedstrijd tegen Arsenal op 4 oktober 2015, die met 3-0 werd verloren, raakte Blind, evenals Memphis Depay, zijn basisplaats kwijt ten faveure van Phil Jones. Deze veroverde hij echter dezelfde maand weer terug.
Op 21 mei 2016 won Blind zijn eerste hoofdprijs bij Manchester United. Op die dag werd Crystal Palace in de finale van de FA Cup na verlenging met 2-1 verslagen. Blind kwam de hele wedstrijd in actie. Twee dagen na het winnen van de FA Cup maakte Manchester United bekend dat de club niet verder ging met trainer Van Gaal en hij de club na twee jaar verliet. Onder zijn opvolger José Mourinho kreeg Blind een basisplaats tijdens de wedstrijd om de FA Community Shield tegen landskampioen Leicester City. United won deze wedstrijd door doelpunten van Jesse Lingard en Zlatan Ibrahimović. Hiermee won Blind zijn tweede hoofdprijs bij United. In mei 2017 versloeg hij in de finale van de UEFA Europa League zijn oude ploeg Ajax. Daarmee won Blind zijn eerste internationale hoofdprijs.
In de zomer van 2017 waren er geruchten dat Blind zou vertrekken bij Manchester United. Hij begon echter zijn vierde seizoen als een van de vier linksbacks van United, roulerend met Darmian, Young en Shaw.

### Terugkeer bij Ajax
In 2018 keerde Blind terug bij Ajax, waar hij een contract tekende voor vier jaar. Ajax betaalde 16 miljoen euro aan Manchester United. Dat kreeg daarbij tot maximaal 4,5 miljoen euro extra aan eventuele bonussen in het vooruitzicht. Daarmee werd hij de duurste aankoop ooit van Ajax. Hij werd tegelijk met Dušan Tadić uit de Premier League gehaald, en beiden voegden de nodige ervaring toe aan het jeugdige Ajax. De terugkeer naar Ajax was een succes, want Blind functioneerde uitstekend in een elftal dat in seizoen 2018/19 van hoog niveau was. Meestal speelde hij naast Matthijs de Ligt in het centrum van de verdediging. Een enkele maal was hij linkervleugelverdediger of controlerende middenvelder. In de thuiswedstrijd tegen De Graafschap (16 december) scoorde hij een hattrick. Zowel in de competitie als in de Champions League viel Blind op door zijn hoge aantal passes en door slimme positionering. Met Ajax bereikte hij de halve finales van de Champions League. Blind opende de score in de door Ajax gewonnen finale van de KNVB Beker. Op 15 mei won hij zijn vijfde landstitel met Ajax.
In het begin van seizoen 2019/20 kreeg Blind een nieuwe positie als controlerende middenvelder, op de plek waar Frenkie de Jong eerder speelde. Na zeven wedstrijden op die positie keerde hij terug als centrale verdediger waar hij het centraleverdedigersduo vormde samen met Joël Veltman. Teamgenoot Dušan Tadić stelde over Blind: Hij is onze Franz Beckenbauer. Hij zet alles neer en bij hem begint de opbouw van ons spel. Blind zelf gaf aan dat hij een fase in zijn carrière doormaakte, waarin het heel goed ging. Tijdens de laatste wedstrijd van de Champions League-poulefase, thuis tegen Valencia op 10 december, kreeg hij korte tijd last van duizeligheid. Nader onderzoek wees uit dat er sprake was van een hartspierontsteking. Na een snel herstel en een operatie waarbij een defibrillator werd geïmplanteerd, maakte Blind op 12 februari zijn rentree.
Op 25 augustus 2020, tijdens een oefenwedstrijd tegen Hertha BSC, ging Blinds defibrillator af. Dit hield hem niet lang langs de kant. Dit seizoen (2020/21) kreeg Blind eerst Perr Schuurs en later Jurriën Timber naast zich in het hart van de verdediging. In maart 2021 verlengde hij zijn contract tot medio 2023.
In seizoen 2021/22 werd hij niet meer opgesteld als centrale verdediger, maar als linksachter. Met Ajax won hij alle zes poulewedstrijden in de Champions League. Met Ajax werd hij voor de zevende keer kampioen van Nederland. Alleen Sjaak Swart en Johan Cruijff vierden meer landstitels met Ajax (beide acht).
In seizoen 2022/23 kreeg hij nieuwe concurrentie van Calvin Bassey op de positie van centrale verdediger en van Owen Wijndal op de positie van linksachter. Omdat Bassey in eerste instantie de centrale verdediger was, concurreerde Blind met Wijndal om de linksachterpositie. Later draaide trainer Alfred Schreuder de posities van Blind en Bassey om en kwam Blind weer centraal te spelen. Op 13 september speelde hij tegen Liverpool zijn honderdste internationale wedstrijd in clubverband, waarvan 29 voor Manchester United en 71 voor Ajax. In november werd hij voor het eerst sinds zijn tweede terugkeer naar Ajax meerdere malen buiten de basisopstelling gehouden. Eind december maakte Ajax bekend dat Ajax en Daley Blind de lopende arbeidsovereenkomst hadden ontbonden. In totaal speelde hij 333 wedstrijden voor Ajax.

### Bayern München
Op 5 januari 2023 tekende de transfervrije Blind een halfjarig contract bij Bayern München. In München trof hij oud ploeggenoten Matthijs de Ligt, Ryan Gravenberch en Noussair Mazraoui. Blind werd in dit seizoen Duits landskampioen met Bayern Munchen, Blind speelde vier competitiewedstrijden.

### Girona
In juli 2023 tekende Blind een tweejarig contract bij Girona, uitkomend in de Primera División. Met Blind meestal in de basis beleefde Girona in 2023/24 een verrassend goed seizoen, waarna zijn contract tot medio 2026 verlengd werd.

## Carrièrestatistieken

### Beloften
| Seizoen         | Club            | Competitie      | Competitie | Competitie |
| Seizoen         | Club            | Competitie      | Wed.       | Dlp.       |
| --------------- | --------------- | --------------- | ---------- | ---------- |
| 2013/14         | Jong Ajax       | Eerste divisie  | 1          | 0          |
| Carrière totaal | Carrière totaal | Carrière totaal | 6          | 0          |

### Senioren
| Seizoen                   | Club              | Competitie       | Competitie | Competitie | Beker | Beker | Internationaal | Internationaal | Overig | Overig | Totaal | Totaal |
| Seizoen                   | Club              | Competitie       | Wed.       | Dlp.       | Wed.  | Dlp.  | Wed.           | Dlp.           | Wed.   | Dlp.   | Wed.   | Dlp.   |
| ------------------------- | ----------------- | ---------------- | ---------- | ---------- | ----- | ----- | -------------- | -------------- | ------ | ------ | ------ | ------ |
| 2008/09                   | Ajax              | Eredivisie       | 5          | 0          | 0     | 0     | 1              | 0              | —      | —      | 6      | 0      |
| 2009/10                   | Ajax              | Eredivisie       | 0          | 0          | 1     | 0     | 0              | 0              | —      | —      | 1      | 0      |
| Club totaal               | Club totaal       | Club totaal      | 5          | 0          | 1     | 0     | 1              | 0              | 0      | 0      | 7      | 0      |
| 2009/10                   | → FC Groningen    | Eredivisie       | 17         | 0          | 0     | 0     | —              | —              | 2      | 0      | 19     | 0      |
| Club totaal               | Club totaal       | Club totaal      | 17         | 0          | 0     | 0     | 0              | 0              | 2      | 0      | 19     | 0      |
| 2010/11                   | Ajax              | Eredivisie       | 10         | 0          | 4     | 0     | 4              | 0              | 0      | 0      | 18     | 0      |
| 2011/12                   | Ajax              | Eredivisie       | 21         | 0          | 1     | 0     | 3              | 0              | 1      | 0      | 26     | 0      |
| 2012/13                   | Ajax              | Eredivisie       | 34         | 2          | 3     | 0     | 8              | 0              | 1      | 0      | 46     | 2      |
| 2013/14                   | Ajax              | Eredivisie       | 29         | 1          | 6     | 0     | 8              | 0              | 1      | 0      | 44     | 1      |
| 2014/15                   | Ajax              | Eredivisie       | 3          | 0          | 0     | 0     | 0              | 0              | 0      | 0      | 3      | 0      |
| Club totaal               | Club totaal       | Club totaal      | 102        | 3          | 15    | 0     | 24             | 0              | 3      | 0      | 144    | 3      |
| 2014/15                   | Manchester United | Premier League   | 25         | 2          | 4     | 0     | —              | —              | —      | —      | 29     | 2      |
| 2015/16                   | Manchester United | Premier League   | 35         | 1          | 9     | 1     | 12             | 0              | —      | —      | 56     | 2      |
| 2016/17                   | Manchester United | Premier League   | 23         | 1          | 4     | 0     | 11             | 0              | 1      | 0      | 39     | 1      |
| 2017/18                   | Manchester United | Premier League   | 7          | 0          | 4     | 0     | 6              | 1              | 0      | 0      | 17     | 1      |
| Club totaal               | Club totaal       | Club totaal      | 90         | 4          | 21    | 1     | 29             | 1              | 1      | 0      | 141    | 6      |
| 2018/19                   | Ajax              | Eredivisie       | 34         | 5          | 5     | 1     | 18             | 0              | —      | —      | 57     | 6      |
| 2019/20                   | Ajax              | Eredivisie       | 20         | 0          | 2     | 0     | 10             | 0              | 1      | 1      | 33     | 1      |
| 2020/21                   | Ajax              | Eredivisie       | 23         | 1          | 3     | 0     | 8              | 0              | 0      | 0      | 34     | 1      |
| 2021/22                   | Ajax              | Eredivisie       | 34         | 1          | 2     | 0     | 8              | 1              | 1      | 0      | 45     | 2      |
| 2022/23                   | Ajax              | Eredivisie       | 13         | 0          | 0     | 0     | 5              | 0              | 1      | 0      | 19     | 0      |
| Club totaal               | Club totaal       | Club totaal      | 226        | 10         | 27    | 1     | 73             | 1              | 6      | 1      | 332    | 13     |
| 2022/23                   | Bayern München    | Bundesliga       | 4          | 0          | 1     | 0     | 0              | 0              | 0      | 0      | 5      | 0      |
| Club totaal               | Club totaal       | Club totaal      | 4          | 0          | 1     | 0     | 0              | 0              | 0      | 0      | 5      | 0      |
| 2023/24                   | Girona            | Primera División | 34         | 1          | 3     | 2     | 0              | 0              | 0      | 0      | 37     | 3      |
| 2024/25                   | Girona            | Primera División | 34         | 0          | 2     | 0     | 4              | 0              | 0      | 0      | 40     | 0      |
| Club totaal               | Club totaal       | Club totaal      | 68         | 1          | 5     | 2     | 4              | 0              | 0      | 0      | 77     | 3      |
| Carrière totaal           | Carrière totaal   | Carrière totaal  | 385        | 14         | 52    | 2     | 106            | 2              | 9      | 1      | 574    | 22     |
| Bijgewerkt op 30 mei 2024 |                   |                  |            |            |       |       |                |                |        |        |        |        |

## Interlandcarrière

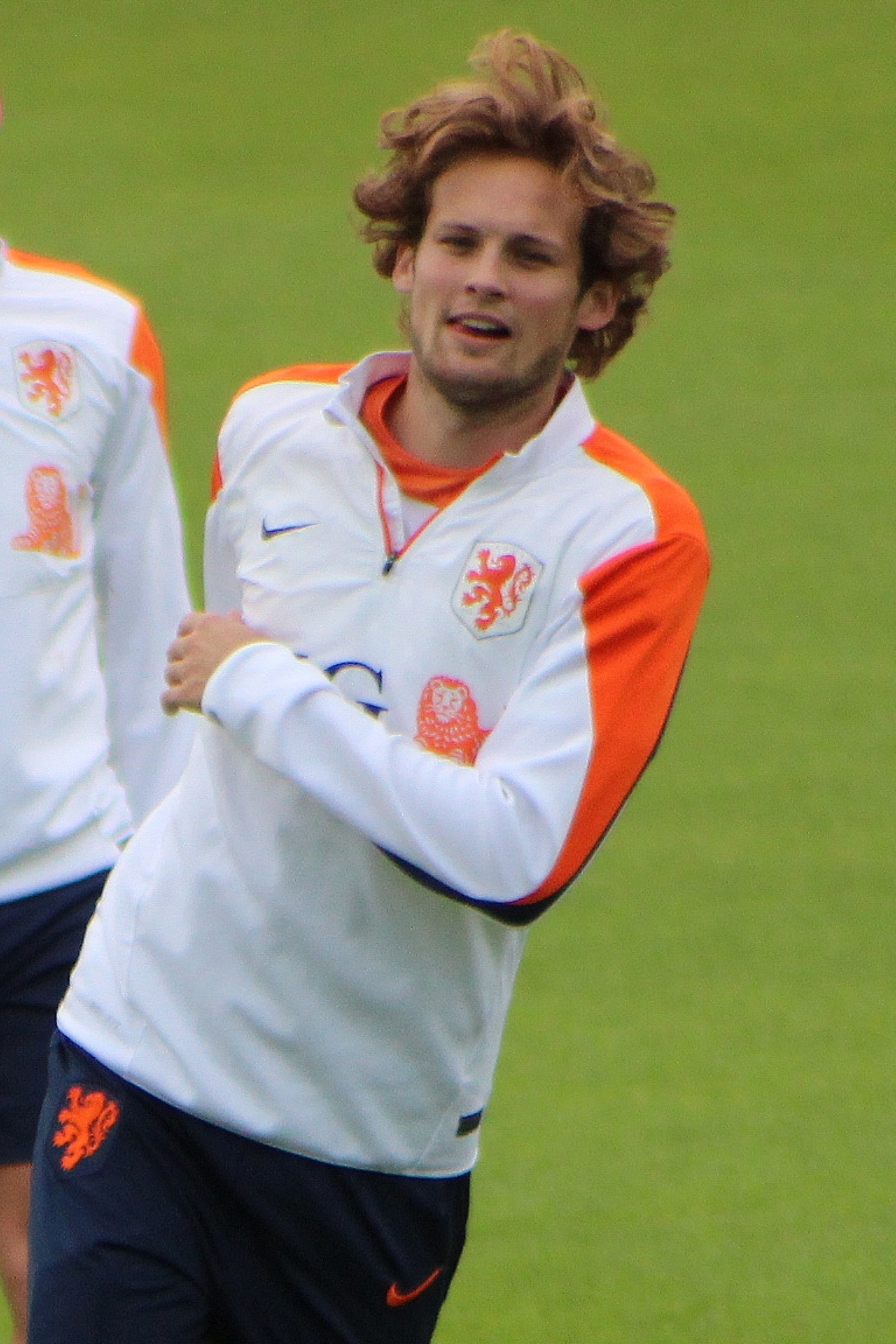
Blind in training bij het Nederlands elftal (2014)

### Jeugdelftallen
Blind was in 2007 met Nederland onder de 17 jaar actief op het Jeugd-EK in België. Tijdens dit toernooi scoorde hij tweemaal in de interland tegen IJsland –17, maar raakte hij ook geblesseerd, waardoor hij de twee resterende wedstrijden moest missen. Met het team voor spelers onder 19 jaar wist hij zich achtereenvolgend niet de kwalificeren voor het EK onder 19 in 2008 en 2009. Daarnaast kwam hij ook niet uit voor het elftal onder 15, 16 en 20 jaar.
| Jeugdinterlands van Daley Blind | Jeugdinterlands van Daley Blind | Jeugdinterlands van Daley Blind | Jeugdinterlands van Daley Blind | Jeugdinterlands van Daley Blind | Jeugdinterlands van Daley Blind |
| Team (№ interlands)             | Datum                           | Wedstrijd                       | Uitslag                         | Soort Wedstrijd                 | Doelpunten                      |
| Als speler bij Ajax             | Als speler bij Ajax             | Als speler bij Ajax             | Als speler bij Ajax             | Als speler bij Ajax             | Als speler bij Ajax             |
| ------------------------------- | ------------------------------- | ------------------------------- | ------------------------------- | ------------------------------- | ------------------------------- |
| Onder 15 (1.)                   | 30 november 2004                | Ierland – Nederland             | 3 – 5                           | Vriendschappelijk               |                                 |
| Onder 16 (1.)                   | 28 januari 2006                 | Noorwegen - Nederland           | 0 – 1                           | Aegean Cup 2006                 |                                 |
| Onder 16 (2.)                   | 31 januari 2006                 | Turkije - Nederland             | 3 – 1                           | Aegean Cup 2006                 |                                 |
| Onder 16 (3.)                   | 2 februari 2006                 | Tsjechië - Nederland            | 1 – 0                           | Aegean Cup 2006                 |                                 |
| Onder 16 (4.)                   | 3 februari 2006                 | Turkije - Nederland             | 2 – 1                           | Aegean Cup 2006                 |                                 |
| Onder 17 (1.)                   | 21 september 2006               | Duitsland - Nederland           | 0 – 2                           | Ursapharm Vier-Nationen-Turnier |                                 |
| Onder 17 (2.)                   | 23 september 2006               | Nederland - Italië              | 3 – 1                           | Ursapharm Vier-Nationen-Turnier | 32'                             |
| Onder 17 (3.)                   | 25 oktober 2006                 | Nederland - Estland             | 5 – 1                           | EK 2007 kwalificatie            |                                 |
| Onder 17 (4.)                   | 27 oktober 2006                 | Noorwegen - Nederland           | 0 – 1                           | EK 2007 kwalificatie            |                                 |
| Onder 17 (5.)                   | 30 oktober 2006                 | Nederland - Kroatië             | 5 – 1                           | EK 2007 kwalificatie            |                                 |
| Onder 17 (6.)                   | 5 februari 2007                 | Nederland - Tsjechië            | 1 – 0                           | La Manga '07                    |                                 |
| Onder 17 (7.)                   | 9 februari 2007                 | Nederland - Polen               | 2 – 3                           | La Manga '07                    |                                 |
| Onder 17 (8.)                   | 7 maart 2007                    | Nederland - Ierland             | 1 – 0                           | Vriendschappelijk               |                                 |
| Onder 17 (9.)                   | 20 maart 2007                   | Nederland - Wales               | 1 – 0                           | EK 2007 kwalificatie            |                                 |
| Onder 17 (10.)                  | 22 maart 2007                   | Nederland - Wit-Rusland         | 5 – 0                           | EK 2007 kwalificatie            |                                 |
| Onder 17 (12.)                  | 2 maart 2007                    | Turkije - Nederland             | 0 – 1                           | EK 2007 kwalificatie            |                                 |
| Onder 17 (12.)                  | 25 april 2007                   | Nederland - Oekraïne            | 2 – 0                           | Vriendschappelijk               |                                 |
| Onder 17 (13.)                  | 4 mei 2007                      | Nederland - IJsland             | 2 – 0                           | EK 2007 België groepsfase       | 23', 52'                        |
| Onder 19 (1.)                   | 18 oktober 2007                 | Nederland - Georgië             | 2 – 1                           | EK-kwalificatie 2008            |                                 |
| Onder 19 (2.)                   | 20 oktober 2007                 | Nederland - Letland             | 2 – 0                           | EK-kwalificatie 2008            |                                 |
| Onder 19 (3.)                   | 23 oktober 2007                 | Noorwegen - Nederland           | 3 – 1                           | EK-kwalificatie 2008            |                                 |
| Onder 19 (4.)                   | 6 februari 2008                 | Schotland - Nederland           | 1 – 2                           | Vriendschappelijk               |                                 |
| Onder 19 (5.)                   | 26 maart 2008                   | Nederland - Tsjechië            | 1 – 1                           | Vriendschappelijk               |                                 |
| Onder 19 (6.)                   | 24 mei 2008                     | Rusland - Nederland             | 2 – 2                           | EK-kwalificatie 2008            |                                 |
| Onder 19 (7.)                   | 26 mei 2008                     | Nederland - Griekenland         | 1 – 2                           | EK-kwalificatie 2008            |                                 |
| Onder 19 (8.)                   | 29 mei 2008                     | Moldavië - Nederland            | 0 – 0                           | EK-kwalificatie 2008            |                                 |
| Onder 19 (9.)                   | 9 oktober 2008                  | Nederland - Litouwen            | 4 – 1                           | EK-kwalificatie 2009            |                                 |
| Onder 19 (10.)                  | 11 oktober 2008                 | Luxemburg - Nederland           | 2 – 3                           | EK-kwalificatie 2009            |                                 |
| Onder 19 (12.)                  | 14 oktober 2008                 | Nederland - Duitsland           | 1 – 2                           | EK-kwalificatie 2009            |                                 |
| Onder 19 (12.)                  | 27 maart 2009                   | Servië - Nederland              | 1 – 3                           | Vriendschappelijk               |                                 |
| Onder 19 (13.)                  | 31 maart 2009                   | Nederland - Roemenië            | 2 – 2                           | Vriendschappelijk               |                                 |
| Onder 19 (14.)                  | 4 juni 2009                     | Nederland - Wit-Rusland         | 0 – 0                           | EK-kwalificatie 2009            |                                 |
| Onder 19 (15.)                  | 6 juni 2009                     | Slovenië - Nederland            | 1 – 1                           | EK-kwalificatie 2009            |                                 |
| Onder 19 (16.)                  | 9 juni 2009                     | Nederland - Rusland             | 2 – 1                           | EK-kwalificatie 2009            |                                 |
| Onder 20 (1.)                   | 29 februari 2012                | Nederland - Denemarken          | 3 – 0                           | Vriendschappelijk               |                                 |

### Jong Oranje
Op 11 augustus 2009 maakte Blind zijn debuut voor Jong Oranje in een vriendschappelijke wedstrijd tegen Jong Engeland (0-0). Het lukte Daley Blind niet zich met Jong Oranje te kwalificeren voor het EK 2011 in Denemarken, hierdoor kwalificeert Jong Oranje zich ook niet voor de Olympische Spelen in 2012. Mits Jong Oranje zich plaatst voor het EK 2013 in Israël kan Daley Blind ondanks zijn leeftijd gewoon geselecteerd worden voor de selectie omdat hij al mee gedaan heeft in de wedstrijden in de kwalificatie. Daley Blind is vanaf 14 november 2012 opgeroepen voor de wedstrijden van het Nederlands elftal hierdoor heeft hij tot op heden zijn laatste wedstrijd voor Jong Oranje op 15 oktober 2012 gespeeld. In totaal kwam Blind 19 keer in actie voor Jong Oranje hierin wist hij niet te scoren. Doordat Daley Blind in de aanloop van het EK onder 21 in Israël nog meegespeeld heeft in de kwalificatie wedstrijden is hij ondanks zijn 23-jarige leeftijd nog speelgerechtigd op het EK. Op 7 mei 2013 werd Blind opgeroepen door bondscoach Cor Pot voor de voorlopige EK-selectie bestaande uit veertig spelers. Op 17 mei maakte Cor Pot bekend dat Daley Blind ook deel uitmaakt van de 23 koppige EK-selectie. Op het EK in Israël speelde Blind in 3 wedstrijden mee. Blind werd met Jong Oranje in de halve finale uitgeschakeld door Jong Italië. In totaal speelde Blind 23 interlands voor Jong Oranje. Hierin kwam hij niet tot scoren.
| Interlands van Daley Blind voor Jong Oranje | Interlands van Daley Blind voor Jong Oranje | Interlands van Daley Blind voor Jong Oranje | Interlands van Daley Blind voor Jong Oranje | Interlands van Daley Blind voor Jong Oranje | Interlands van Daley Blind voor Jong Oranje |
| №                                           | Datum                                       | Wedstrijd                                   | Uitslag                                     | Soort Wedstrijd                             | Doelpunten                                  |
| Als speler bij Ajax                         | Als speler bij Ajax                         | Als speler bij Ajax                         | Als speler bij Ajax                         | Als speler bij Ajax                         | Als speler bij Ajax                         |
| ------------------------------------------- | ------------------------------------------- | ------------------------------------------- | ------------------------------------------- | ------------------------------------------- | ------------------------------------------- |
| 1.                                          | 11 augustus 2009                            | Nederland - Engeland                        | 0 – 0                                       | Vriendschappelijk                           | 0                                           |
| 2.                                          | 13 oktober 2009                             | Polen - Nederland                           | 0 – 4                                       | EK kwalificatie 2011                        | 0                                           |
| Als speler bij FC Groningen                 |                                             |                                             |                                             |                                             |                                             |
| 3.                                          | 3 maart 2010                                | Nederland - Polen                           | 3 – 2                                       | EK kwalificatie 2011                        | 0                                           |
| Als speler bij Ajax                         |                                             |                                             |                                             |                                             |                                             |
| 4.                                          | 11 augustus 2010                            | Liechtenstein - Nederland                   | 0 – 3                                       | EK kwalificatie 2011                        | 0                                           |
| 5.                                          | 2 september 2010                            | Spanje - Nederland                          | 2 – 1                                       | EK kwalificatie 2011                        | 0                                           |
| 6.                                          | 17 november 2010                            | Denemarken - Nederland                      | 1 – 3                                       | Vriendschappelijk                           | 0                                           |
| 7.                                          | 9 februari 2011                             | Nederland - Tsjechië                        | 0 – 1                                       | Vriendschappelijk                           | 0                                           |
| 8.                                          | 25 maart 2011                               | Nederland - Duitsland                       | 1 – 3                                       | Vriendschappelijk                           | 0                                           |
| 9.                                          | 10 augustus 2011                            | Zweden - Nederland                          | 3 – 0                                       | Vriendschappelijk                           | 0                                           |
| 10.                                         | 1 september 2011                            | Bulgarije - Nederland                       | 0 – 1                                       | EK kwalificatie 2013                        | 0                                           |
| 11.                                         | 6 september 2011                            | Nederland - Luxemburg                       | 4 – 0                                       | EK kwalificatie 2013                        | 0                                           |
| 12.                                         | 22 mei 2012                                 | Nederland - Macedonië                       | 0 – 1                                       | Vriendschappelijk                           | 0                                           |
| 13.                                         | 25 mei 2012                                 | Nederland - Oekraïne                        | 0 – 0                                       | Vriendschappelijk                           | 0                                           |
| 14.                                         | 1 juni 2012                                 | Luxemburg - Nederland                       | 0 – 5                                       | EK kwalificatie 2013                        | 0                                           |
| 15.                                         | 5 juni 2012                                 | Nederland - Bulgarije                       | 5 – 0                                       | EK kwalificatie 2013                        | 0                                           |
| 16.                                         | 15 augustus 2012                            | Nederland - Italië                          | 0 – 3                                       | Vriendschappelijk                           | 0                                           |
| 17.                                         | 7 september 2012                            | Nederland - Oostenrijk                      | 4 – 1                                       | EK kwalificatie 2013                        | 0                                           |
| 18.                                         | 11 oktober 2012                             | Slowakije - Nederland                       | 0 – 2                                       | EK kwalificatie 2013                        | 0                                           |
| 19.                                         | 15 oktober 2012                             | Nederland - Slowakije                       | 2 – 0                                       | EK kwalificatie 2013                        | 0                                           |
| 20.                                         | 24 mei 2013                                 | Nederland - Australië                       | 3 – 1                                       | Vriendschappelijk                           | 0                                           |
| 21.                                         | 6 juni 2013                                 | Nederland - Duitsland                       | 3 – 2                                       | EK 2013 groepsfase                          | 0                                           |
| 22.                                         | 9 juni 013                                  | Nederland - Rusland                         | 5 – 1                                       | EK 2013 groepsfase                          | 0                                           |
| 23.                                         | 15 juni 2013                                | Italië - Nederland                          | 1 – 0                                       | EK 2013 halve finale                        | 0                                           |

### Nederlands elftal
Voor een vriendschappelijke wedstrijd tegen Duitsland op 14 november 2012 werd Blind door bondscoach Louis van Gaal toegevoegd aan de voorselectie. Voor de uiteindelijke selectie viel hij af. Op 5 februari 2013, een dag voor de vriendschappelijke interland tegen Italië, werd bekendgemaakt door bondscoach Van Gaal dat Blind zijn debuut zou gaan maken voor het Nederlands elftal, nadat hij eerst door Van Gaal werd opgenomen in de voorselectie. Hij speelde de hele wedstrijd, die in 1-1 eindigde, op de linksbackpositie. Blind werd daarmee de achtste Oranje-international in de geschiedenis wiens vader ook in het Nederlands elftal speelde.

#### WK 2014
Op 5 mei 2014 werd Blind door Van Gaal opgeroepen voor een trainingsstage in Hoenderloo, ter voorbereiding op het wereldkampioenschap. Van Gaal maakte op 31 mei 2014 bekend dat Blind ook tot de definitieve WK-selectie behoorde. Blind maakte op 13 juni 2014 zijn debuut op een WK-eindronde, tegen Spanje. Nadat Spanje via een strafschop op voorsprong was gekomen had Blind met twee assists, één op Robin van Persie (vlak voor rust) en één op Arjen Robben (vlak na rust), zijn aandeel in de uiteindelijke 5–1 zege. In de troostfinale op 12 juli 2014 tegen het gastland Brazilië maakte Blind in de 16e minuut zijn eerste interlanddoelpunt. Blind moest deze zelfde wedstrijd, die door Nederland met 3-0 werd gewonnen, in de 70e minuut noodgedwongen verlaten door een botsing tegen zijn knie.

#### Gefaalde kwalificaties
Nederland kwalificeerde zich niet voor het EK 2016, maar Blind speelde in 2014 en 2015 wel alle kwalificatiewedstrijden voor dit toernooi. In augustus 2015 volgde zijn vader, Danny Blind, Guus Hiddink op als bondsoach. Tijdens de debuutwedstrijd van zijn vader als bondscoach tegen IJsland op 3 september 2015 werd hij opgesteld als linksback, waarmee er sprake was van een unicum bij Oranje: nooit eerder stelde een vader zijn zoon op. De wedstrijd werd met 1-0 verloren. Op 10 oktober 2015, tijdens een kwalificatiewedstrijd tegen Kazachstan, droeg Blind de aanvoerdersband nadat Wesley Sneijder in de 80e minuut gewisseld werd. Hij speelde uiteindelijk veertien interlands onder zijn vader, voor die op 26 maart 2017 werd ontslagen. 
Blind speelde in 2016 en 2017 mee in alle kwalificatiewedstrijden voor het WK 2018, waarvoor Nederland zich niet wist te kwalificeren. In 2018 en 2019 speelde hij alle wedstrijden van de eerste editie van de UEFA Nations League en bereikte hij de finale tegen Portugal. Terwijl hij bij zijn club Ajax centrumverdediger was, speelde hij in het Nederlands elftal op de positie van linksback.

#### EK 2021 en WK 2022
Tijdens het EK 2020, dat naar 2021 werd uitgesteld, was Blind basisspeler in het Nederlands elftal, als één van drie centrale verdedigers. Blind mocht voor de tweede maal deelnemen aan een WK nadat hij werd geselecteerd voor het WK 2022. Tijdens dit WK was hij basispeler als wingback. In de met 3-1 gewonnen achtste finale tegen de Verenigde Staten gaf hij een assist op Denzel Dumfries, en scoorde hij zelf op aangeven van Dumfries.
Op 24 maart 2023 speelde hij zijn honderdste interland tijdens een EK-kwalificatiewedstrijd tegen Frankrijk. Hij werd door Koeman opgeroepen voor het EK 2024, maar kwam daar slechts één minuut in actie in de achtste finale. Op 14 augustus 2024 kondigde hij aan dat hij zou stoppen als international. Hij kwam tot 108 interlands en stond daarmee na zijn aankondiging om te stoppen op plek vijf van eeuwige Oranje-interlands.  
| Interlands van Daley Blind voor Nederland | Interlands van Daley Blind voor Nederland | Interlands van Daley Blind voor Nederland | Interlands van Daley Blind voor Nederland | Interlands van Daley Blind voor Nederland | Interlands van Daley Blind voor Nederland |
| No.                                       | Datum                                     | Wedstrijd                                 | Uitslag                                   | Soort wedstrijd                           | Goals                                     |
| ----------------------------------------- | ----------------------------------------- | ----------------------------------------- | ----------------------------------------- | ----------------------------------------- | ----------------------------------------- |
|                                           |                                           |                                           |                                           |                                           |                                           |
| Als speler bij Ajax                       | Als speler bij Ajax                       | Als speler bij Ajax                       | Als speler bij Ajax                       | Als speler bij Ajax                       | 1                                         |
| 1.                                        | 6 februari 2013                           | Nederland – Italië                        | 1 – 1                                     | Vriendschappelijk                         |                                           |
| 2.                                        | 22 maart 2013                             | Nederland – Estland                       | 3 – 0                                     | Kwalificatie WK 2014                      |                                           |
| 3.                                        | 26 maart 2013                             | Nederland – Roemenië                      | 4 – 0                                     | Kwalificatie WK 2014                      |                                           |
| 4.                                        | 14 augustus 2013                          | Portugal – Nederland                      | 1 – 1                                     | Vriendschappelijk                         |                                           |
| 5.                                        | 11 oktober 2013                           | Nederland – Hongarije                     | 8 – 1                                     | Kwalificatie WK 2014                      |                                           |
| 6.                                        | 15 oktober 2013                           | Turkije – Nederland                       | 0 – 2                                     | Kwalificatie WK 2014                      |                                           |
| 7.                                        | 16 november 2013                          | Japan – Nederland                         | 2 – 2                                     | Vriendschappelijk                         |                                           |
| 8.                                        | 19 november 2013                          | Nederland – Colombia                      | 0 – 0                                     | Vriendschappelijk                         |                                           |
| 9.                                        | 5 maart 2014                              | Frankrijk – Nederland                     | 2 – 0                                     | Vriendschappelijk                         |                                           |
| 10.                                       | 17 mei 2014                               | Nederland – Ecuador                       | 1 – 1                                     | Vriendschappelijk                         |                                           |
| 11.                                       | 31 mei 2014                               | Nederland – Ghana                         | 1 – 0                                     | Vriendschappelijk                         |                                           |
| 12.                                       | 4 juni 2014                               | Nederland – Wales                         | 2 – 0                                     | Vriendschappelijk                         |                                           |
| 13.                                       | 13 juni 2014                              | Spanje – Nederland                        | 1 – 5                                     | WK 2014                                   |                                           |
| 14.                                       | 18 juni 2014                              | Australië – Nederland                     | 2 – 3                                     | WK 2014                                   |                                           |
| 15.                                       | 23 juni 2014                              | Nederland – Chili                         | 2 – 0                                     | WK 2014                                   |                                           |
| 16.                                       | 29 juni 2014                              | Nederland – Mexico                        | 2 – 1                                     | WK 2014                                   |                                           |
| 17.                                       | 5 juli 2014                               | Nederland – Costa Rica                    | 0 – 0 (4 – 3 n.s.)                        | WK 2014                                   |                                           |
| 18.                                       | 9 juli 2014                               | Nederland – Argentinië                    | 0 – 0 (2 – 4 n.s.)                        | WK 2014                                   |                                           |
| 19.                                       | 12 juli 2014                              | Brazilië – Nederland                      | 0 – 3                                     | WK 2014                                   | 16'                                       |
| Als speler bij Manchester United          | Als speler bij Manchester United          | Als speler bij Manchester United          | Als speler bij Manchester United          | Als speler bij Manchester United          | 1                                         |
| 20.                                       | 4 september 2014                          | Italië – Nederland                        | 2 – 0                                     | Vriendschappelijk                         |                                           |
| 21.                                       | 9 september 2014                          | Tsjechië – Nederland                      | 2 – 1                                     | Kwalificatie EK 2016                      |                                           |
| 22.                                       | 10 oktober 2014                           | Nederland – Kazachstan                    | 3 – 1                                     | Kwalificatie EK 2016                      |                                           |
| 23.                                       | 13 oktober 2014                           | IJsland – Nederland                       | 2 – 0                                     | Kwalificatie EK 2016                      |                                           |
| 24.                                       | 12 november 2014                          | Nederland – Mexico                        | 2 – 3                                     | Vriendschappelijk                         | 74'                                       |
| 25.                                       | 16 november 2014                          | Nederland – Letland                       | 6 – 0                                     | Kwalificatie EK 2016                      |                                           |
| 26.                                       | 28 maart 2015                             | Nederland – Turkije                       | 1 – 1                                     | Kwalificatie EK 2016                      |                                           |
| 27.                                       | 31 maart 2015                             | Nederland – Spanje                        | 2 – 0                                     | Vriendschappelijk                         |                                           |
| 28.                                       | 5 juni 2015                               | Nederland – Verenigde Staten              | 3 – 4                                     | Vriendschappelijk                         |                                           |
| 29.                                       | 12 juni 2015                              | Letland – Nederland                       | 0 – 2                                     | Kwalificatie EK 2016                      |                                           |
| 30.                                       | 3 september 2015                          | Nederland – IJsland                       | 0 – 1                                     | Kwalificatie EK 2016                      |                                           |
| 31.                                       | 6 september 2015                          | Turkije – Nederland                       | 3 – 0                                     | Kwalificatie EK 2016                      |                                           |
| 32.                                       | 10 oktober 2015                           | Kazachstan – Nederland                    | 1 – 2                                     | Kwalificatie EK 2016                      |                                           |
| 33.                                       | 13 oktober 2015                           | Nederland – Tsjechië                      | 2 – 3                                     | Kwalificatie EK 2016                      |                                           |
| 34.                                       | 13 november 2016                          | Wales – Nederland                         | 2 – 3                                     | Vriendschappelijk                         |                                           |
| 35.                                       | 25 maart 2016                             | Nederland – Frankrijk                     | 2 – 3                                     | Vriendschappelijk                         |                                           |
| 36.                                       | 29 maart 2016                             | Engeland – Nederland                      | 1 – 2                                     | Vriendschappelijk                         |                                           |
| 37.                                       | 1 september 2016                          | Nederland – Griekenland                   | 1 – 2                                     | Vriendschappelijk                         |                                           |
| 38.                                       | 6 september 2016                          | Zweden – Nederland                        | 1 – 1                                     | Kwalificatie WK 2018                      |                                           |
| 39.                                       | 7 oktober 2016                            | Nederland – Wit-Rusland                   | 4 – 1                                     | Kwalificatie WK 2018                      |                                           |
| 40.                                       | 10 oktober 2016                           | Nederland – Frankrijk                     | 0 – 1                                     | Kwalificatie WK 2018                      |                                           |
| 41.                                       | 9 november 2016                           | Nederland – België                        | 1 – 1                                     | Vriendschappelijk                         |                                           |
| 42.                                       | 13 november 2016                          | Luxemburg – Nederland                     | 1 – 3                                     | Kwalificatie WK 2018                      |                                           |
| 43.                                       | 25 maart 2017                             | Bulgarije - Nederland                     | 2 – 0                                     | Kwalificatie WK 2018                      |                                           |
| 44.                                       | 28 maart 2017                             | Nederland - Italië                        | 1 – 2                                     | Vriendschappelijk                         |                                           |
| 45.                                       | 4 juni 2017                               | Nederland – Ivoorkust                     | 5 – 0                                     | Vriendschappelijk                         |                                           |
| 46.                                       | 9 juni 2017                               | Nederland – Luxemburg                     | 5 – 0                                     | Kwalificatie WK 2018                      |                                           |
| 47.                                       | 31 augustus 2017                          | Frankrijk – Nederland                     | 4 – 0                                     | Kwalificatie WK 2018                      |                                           |
| 48.                                       | 3 september 2017                          | Nederland – Bulgarije                     | 3 – 1                                     | Kwalificatie WK 2018                      |                                           |
| 49.                                       | 7 oktober 2017                            | Wit-Rusland – Nederland                   | 1 – 3                                     | Kwalificatie WK 2018                      |                                           |
| 50.                                       | 10 oktober 2017                           | Nederland – Zweden                        | 2 – 0                                     | Kwalificatie WK 2018                      |                                           |
| 51.                                       | 9 november 2017                           | Schotland – Nederland                     | 0 – 1                                     | Vriendschappelijk                         |                                           |
| 52.                                       | 14 november 2017                          | Roemenië – Nederland                      | 0 – 3                                     | Vriendschappelijk                         |                                           |
| 53.                                       | 31 mei 2018                               | Slowakije – Nederland                     | 1 – 1                                     | Vriendschappelijk                         |                                           |
| 54.                                       | 4 juni 2018                               | Italië – Nederland                        | 1 – 1                                     | Vriendschappelijk                         |                                           |
| Als speler bij Ajax                       | Als speler bij Ajax                       | Als speler bij Ajax                       | Als speler bij Ajax                       | Als speler bij Ajax                       | 1                                         |
| 55.                                       | 6 september 2018                          | Nederland – Peru                          | 2 – 1                                     | Vriendschappelijk                         |                                           |
| 56.                                       | 9 september 2018                          | Frankrijk – Nederland                     | 2 – 1                                     | Nations League 2018/19                    |                                           |
| 57.                                       | 13 oktober 2018                           | Nederland – Duitsland                     | 3 – 0                                     | Nations League 2018/19                    |                                           |
| 58.                                       | 16 oktober 2018                           | België – Nederland                        | 1 – 1                                     | Vriendschappelijk                         |                                           |
| 59.                                       | 16 november 2018                          | Nederland – Frankrijk                     | 2 – 0                                     | Nations League 2018/19                    |                                           |
| 60.                                       | 19 november 2018                          | Duitsland - Nederland                     | 2 – 2                                     | Nations League 2018/19                    |                                           |
| 61.                                       | 21 maart 2019                             | Nederland - Wit-Rusland                   | 4 – 0                                     | Kwalificatie EK 2020                      |                                           |
| 62.                                       | 24 maart 2019                             | Nederland - Duitsland                     | 2 – 3                                     | Kwalificatie EK 2020                      |                                           |
| 63.                                       | 6 juni 2019                               | Nederland – Engeland                      | 3 – 1                                     | Nations League 2018/19                    |                                           |
| 64.                                       | 9 juni 2019                               | Portugal – Nederland                      | 1 – 0                                     | Nations League 2018/19                    |                                           |
| 65.                                       | 6 september 2019                          | Duitsland – Nederland                     | 2 – 4                                     | Kwalificatie EK 2020                      |                                           |
| 66.                                       | 9 september 2019                          | Estland – Nederland                       | 0 – 4                                     | Kwalificatie EK 2020                      |                                           |
| 67.                                       | 10 oktober 2019                           | Nederland – Noord-Ierland                 | 3 – 1                                     | Kwalificatie EK 2020                      |                                           |
| 68.                                       | 13 oktober 2019                           | Wit-Rusland – Nederland                   | 1 – 2                                     | Kwalificatie EK 2020                      |                                           |
| 69.                                       | 16 november 2019                          | Noord-Ierland – Nederland                 | 0 – 0                                     | Kwalificatie EK 2020                      |                                           |
| 70.                                       | 11 oktober 2020                           | Bosnië en Herzegovina – Nederland         | 0 – 0                                     | Nations League 2020/21                    |                                           |
| 71.                                       | 14 oktober 2020                           | Italië – Nederland                        | 1 – 1                                     | Nations League 2020/21                    |                                           |
| 72.                                       | 11 november 2020                          | Nederland – Spanje                        | 1 – 1                                     | Vriendschappelijk                         |                                           |
| 73.                                       | 15 november 2020                          | Nederland – Bosnië en Herzegovina         | 3 – 1                                     | Nations League 2020/21                    |                                           |
| 74.                                       | 18 november 2020                          | Polen – Nederland                         | 1 – 2                                     | Nations League 2020/21                    |                                           |
| 75.                                       | 24 maart 2021                             | Turkije – Nederland                       | 4 – 2                                     | Kwalificatie WK 2022                      |                                           |
| 76.                                       | 27 maart 2021                             | Nederland – Letland                       | 2 – 0                                     | Kwalificatie WK 2022                      |                                           |
| 77.                                       | 30 maart 2021                             | Gibraltar – Nederland                     | 0 – 7                                     | Kwalificatie WK 2022                      |                                           |
| 78.                                       | 6 juni 2021                               | Nederland – Georgië                       | 3 – 0                                     | Vriendschappelijk                         |                                           |
| 79.                                       | 13 juni 2021                              | Nederland – Oekraïne                      | 3 – 2                                     | EK 2020                                   |                                           |
| 80.                                       | 17 juni 2021                              | Nederland – Oostenrijk                    | 2 – 0                                     | EK 2020                                   |                                           |
| 81.                                       | 21 juni 2021                              | Noord-Macedonië – Nederland               | 0 – 3                                     | EK 2020                                   |                                           |
| 82.                                       | 27 juni 2021                              | Nederland – Tsjechië                      | 0 – 2                                     | EK 2020                                   |                                           |
| 83.                                       | 1 september 2021                          | Noorwegen – Nederland                     | 1 – 1                                     | Kwalificatie WK 2022                      |                                           |
| 84.                                       | 7 september 2021                          | Nederland – Turkije                       | 6 – 1                                     | Kwalificatie WK 2022                      |                                           |
| 85.                                       | 8 oktober 2021                            | Letland – Nederland                       | 0 – 1                                     | Kwalificatie WK 2022                      |                                           |
| 86.                                       | 11 oktober 2021                           | Nederland – Gibraltar                     | 6 – 0                                     | Kwalificatie WK 2022                      |                                           |
| 87.                                       | 13 november 2021                          | Montenegro – Nederland                    | 2 – 2                                     | Kwalificatie WK 2022                      |                                           |
| 88.                                       | 16 november 2021                          | Nederland – Noorwegen                     | 2 – 0                                     | Kwalificatie WK 2022                      |                                           |
| 89.                                       | 26 maart 2022                             | Nederland – Denemarken                    | 4 – 2                                     | Vriendschappelijk                         |                                           |
| 90.                                       | 29 maart 2022                             | Nederland – Duitsland                     | 1 – 1                                     | Vriendschappelijk                         |                                           |
| 91.                                       | 3 juni 2022                               | België – Nederland                        | 1 – 4                                     | Nations League 2022/23                    |                                           |
| 92.                                       | 11 juni 2022                              | Nederland – Polen                         | 2 – 2                                     | Nations League 2022/23                    |                                           |
| 93.                                       | 22 september 2022                         | Polen – Nederland                         | 0 – 2                                     | Nations League 2022/23                    |                                           |
| 94.                                       | 25 september 2022                         | Nederland – België                        | 1 – 0                                     | Nations League 2022/23                    |                                           |
| 95.                                       | 21 november 2022                          | Senegal – Nederland                       | 0 – 2                                     | WK 2022                                   |                                           |
| 96.                                       | 25 november 2022                          | Nederland – Ecuador                       | 1 – 1                                     | WK 2022                                   |                                           |
| 97.                                       | 29 november 2022                          | Nederland – Qatar                         | 2 – 0                                     | WK 2022                                   |                                           |
| 98.                                       | 3 december 2022                           | Nederland – Verenigde Staten              | 3 – 1                                     | WK 2022                                   | 45+1'                                     |
| 99.                                       | 9 december 2022                           | Nederland – Argentinië                    | 2-2 (3-4)                                 | WK 2022                                   |                                           |
| Als speler bij Bayern München             |                                           |                                           |                                           |                                           |                                           |
| 100.                                      | 24 maart 2023                             | Frankrijk – Nederland                     | 4 – 0                                     | Kwalificatie EK 2024                      |                                           |
| 101.                                      | 27 maart 2023                             | Nederland – Gibraltar                     | 3 – 0                                     | Kwalificatie EK 2024                      |                                           |
| Als speler bij Girona                     |                                           |                                           |                                           |                                           |                                           |
| 102.                                      | 7 september 2023                          | Nederland – Griekenland                   | 3 – 0                                     | Kwalificatie EK 2024                      |                                           |
| 103.                                      | 10 september 2023                         | Ierland – Nederland                       | 1 – 2                                     | Kwalificatie EK 2024                      |                                           |
| 104.                                      | 18 november 2023                          | Nederland – Ierland                       | 1 – 0                                     | Kwalificatie EK 2024                      |                                           |
| 105.                                      | 22 maart 2024                             | Nederland – Schotland                     | 4 – 0                                     | Vriendschappelijk                         |                                           |
| 106.                                      | 26 maart 2024                             | Duitsland – Nederland                     | 2 – 1                                     | Vriendschappelijk                         |                                           |
| 107.                                      | 6 juni 2024                               | Nederland – Canada                        | 4 – 0                                     | Vriendschappelijk                         |                                           |
| 108.                                      | 2 juli 2024                               | Roemenië – Nederland                      | 0 – 3                                     | EK 2024                                   |                                           |

Bijgewerkt tot en met 2 juli 2024.

## Erelijst
| Competitie           |        |                                                               |      |      |
| Competitie           | Aantal | Jaren                                                         |      |      |
| Ajax                 | Ajax   | Ajax                                                          | Ajax | Ajax |
| -------------------- | ------ | ------------------------------------------------------------- | ---- | ---- |
| Eredivisie           | 7x     | 2010/11, 2011/12, 2012/13, 2013/14, 2018/19, 2020/21, 2021/22 |      |      |
| KNVB beker           | 2x     | 2018/19, 2020/21                                              |      |      |
| Johan Cruijff Schaal | 2x     | 2013, 2019                                                    |      |      |
| Manchester United    |        |                                                               |      |      |
| UEFA Europa League   | 1x     | 2016/17                                                       |      |      |
| FA Cup               | 1x     | 2015/16                                                       |      |      |
| EFL Cup              | 1x     | 2016/17                                                       |      |      |
| FA Community Shield  | 1x     | 2016                                                          |      |      |
| Bayern München       |        |                                                               |      |      |
| Bundesliga           | 1x     | 2022/23                                                       |      |      |

| Competitie          | Winnaar   | Winnaar   | Runner-up | Runner-up | Derde     | Derde     |
| Competitie          | Aantal    | Jaren     | Aantal    | Jaren     | Aantal    | Jaren     |
| Nederland           | Nederland | Nederland | Nederland | Nederland | Nederland | Nederland |
| ------------------- | --------- | --------- | --------- | --------- | --------- | --------- |
| FIFA WK             |           |           |           |           | 1x        | 2014      |
| UEFA Nations League |           |           | 1x        | 2018/19   |           |           |

Individueel
| Nederland                              |      |                      |
| Ajax Talent van het jaar               | 1x   | 2008                 |
| Gouden schoen                          | 1x   | 2014                 |
| Ajax Speler van het jaar               | 1x   | 2013                 |
| Club van 100 (Ajax)                    | 332W | 2008–2014, 2018–2022 |
| UEFA Europa League Squad of the Season | 1x   | 2016-2017            |

## Privé
Blind heeft sinds 2011 een relatie en is in 2019 getrouwd. Ze hebben samen twee zoons en een dochter.